# Vlag van 't Zandt

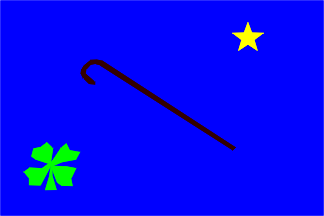
De vlag van 't Zandt

De vlag van 't Zandt, ook wel Zandtstervlag genoemd, is blauw. Deze kleur is ook prominent aanwezig op het voormalige gemeentewapen. Linksonder is een groen klavertje geplaatst, het staat voor de landbouw. Verder is dit klaverblad een algemeen symbool voor geluk. Op het midden van de vlag is een zwarte wandelstok afgebeeld. Dit is een verwijzing naar de bewoners van 't Zandt die als bijnaam Zandtster handstokken hadden. Ze liepen vroeger van het dorp via de 'Spijkster Oudedijk' richting het wad. Hierbij gebruikten ze stokken als steun. Rechtsboven op de vlag is een gele vijfpuntige gele ster geplaatst. Deze symboliseert 't Zandt. Op het voormalige gemeentewapen stonden vijf sterren. Die sterren verwezen naar vijf dorpen die deel uitmaakten van de gemeente.

Wapen van 't Zandt

Bierum
· Boerakker-Lucaswolde
· Bourtange
· De Wilp
· Drieborg
· Eenum
· Farmsum
· Garrelsweer
· Hellum
· Jonkersvaart
· Kiel-Windeweer
· Leens
· Leermens
· Losdorp
· Marum
· Middelstum
· Noordlaren
· Nuis-Niebert
· Oldekerk, Faan en Niekerk
· Onstwedde
· Schildwolde
· Spijk
· Stedum
· Wehe-den Hoorn
· 't Zandt
· Zevenhuizen
· Zijldijk